# Denis Huseinbašić
Denis Huseinbašić (Erbach, 3 juli 2001) is een in Duitsland geboren Bosnische voetballer die doorgaans als centrale middenvelder speelt. Sinds 2020 staat hij onder contract bij 1. FC Köln, waar hij in 2022 zijn debuut maakte in de Bundesliga en daarmee zijn eerste optreden in het betaalde voetbal beleefde. In juni 2024 speelde hij voor het eerst voor het nationale elftal van Bosnië en Herzegovina.

## Clubloopbaan

### Jeugd
Huseinbašić begon op achtjarige leeftijd met voetballen bij SpVgg Erbach. Twee jaar later maakte hij de overstap naar SV Darmstadt 98 en kort voor zijn twaalfde verjaardag sloot hij zich aan bij de jeugdopleiding van Eintracht Frankfurt. Op zeventienjarige leeftijd vervolgde hij zijn ontwikkeling bij Kickers Offenbach, waar hij werd opgenomen in de onder-19. Op 8 juni 2019 maakte hij zijn debuut in deze leeftijdscategorie in de met 1–2 gewonnen uitwedstrijd tegen SV Elversberg.  Trainer Steven Keßler stelde hem direct op in de basis en Huseinbašić was met beide doelpunten van grote waarde. Na één seizoen bij de onder-19 maakte hij de overstap naar de seniorenselectie.

### Kickers Offenbach
Huseinbašić maakte op 5 september 2020 zijn debuut voor het eerste elftal van Kickers Offenbach tijdens een thuiswedstrijd in de Regionalliga Südwest tegen Bahlinger SC. In het met 0–0 geëindigde duel viel hij in de 65e minuut in voor Tunay Deniz in het Sparda-Bank-Hessen-Stadion. In de eerste seizoenshelft had hij moeite een vaste basisplaats te veroveren, maar na het ontslag van trainer Angelo Barletta en de aanstelling van Sreto Ristic groeide hij uit tot een vaste waarde. Onder Ristić maakte hij op 2 maart 2021 zijn eerste doelpunt bij de senioren tijdens de met 2–1 gewonnen uitwedstrijd tegen FC 08 Homburg, waarin hij in de 80e minuut de winnende treffer verzorgde. Aan het einde van het seizoen eindigde Kickers Offenbach op de derde plaats. In juli 2021 verlengde Huseinbašić zijn contract.
In zijn tweede seizoen (2021/22) won hij met de club de Landespokal Hessen; in de finale werd TSV Steinbach Haiger met 1–0 verslagen. In de competitie behaalde Offenbach wederom de derde plaats, waarbij Huseinbašić op de laatste speeldag met een hattrick in de met 4–0 gewonnen thuiswedstrijd tegen FSV Frankfurt zijn eerste in zijn carrière noteerde. Aan het einde van het seizoen maakte hij gebruik van een ontsnappingsclausule in zijn contract en koos hij voor een overstap naar 1. FC Köln.

### 1. FC Köln
In juni 2020 tekende Huseinbašić een contract tot 2025 bij 1. FC Köln, de club uit de deelstaat Noordrijn-Westfalen. Aanvankelijk kwam hij uit voor het tweede elftal, waar hij op 31 juli zijn basisdebuut maakte onder trainer Mark Zimmermann in de Regionalliga West, tijdens de thuiswedstrijd tegen Schalke 04 II. In het met 1–3 verloren duel scoorde hij in de 15e minuut zijn eerste doelpunt voor Die Geißböcke en bracht zijn ploeg op voorsprong. Kort daarna was hij trefzeker tijdens de 4–1 overwinning op  Rot-Weiß Oberhausen (twee doelpunten) en scoorde hij eenmaal in de met 3–2 verloren wedstrijd tegen 1. FC Düren. Zijn sterke optredens bleven niet onopgemerkt en op 3 september 2022 maakte hij onder hoofdcoach Steffen Baumgart zijn Bundesliga-debuut voor het eerste elftal in de uitwedstrijd tegen VfL Wolfsburg. Vlak voor tijd kwam hij in de Volkswagen-Arena in het veld voor Florian Kainz. Een week later maakte hij zijn Europese debuut tijdens een poulewedstrijd in de Conference League tegen OGC Nice. In het met 1–1 gelijkgespeelde uitduel kwam hij in de 72e minuut in de ploeg voor Jan Thielmann in de Allianz Riviera. Dit debuut werd echter overschaduwd door supportersrellen.
Op 9 oktober maakte hij zijn eerste doelpunt voor Köln in de met 5–2 verloren uitwedstrijd tegen Borussia Mönchengladbach. In het Borussia-Park bracht hij zijn ploeg in de 83e minuut met 4–2 terug in de wedstrijd. Gedurende de rest van het seizoen bleef hij actief voor de eerste selectie en kwam hij in totaal tot 29 officiële wedstrijden. Op 3 november maakte hij zijn eerste Europese doelpunt tijdens de terugwedstrijd tegen OGC Nice. In het met 2–2 geëindigde duel bracht hij zijn ploeg in de 48e minuut met 1–2 terug in de wedstrijd en gaf twaalf minuten later de assist op Ondrej Duda, die de gelijkmaker scoorde.
In zijn tweede seizoen (2023/24) beleefde Huseinbašić een moeizaam jaar met 1. FC Köln, dat vrijwel het hele seizoen in de onderste regionen van de Bundesliga bivakkeerde. De tegenvallende resultaten leidden tot het ontslag van hoofdtrainer Steffen Baumgart, die in januari werd opgevolgd door Timo Schultz. Onder leiding van de voormalig trainer van FC St. Pauli groeide Huseinbašić uit tot een vaste waarde in de basis. Desondanks wist hij degradatie niet te voorkomen; met een 17e plaats zakte Köln af naar de 2. Bundesliga. Ondanks de degradatie verlengde Huseinbašić zijn contract bij de club. In de zomer van 2024 werd Schultz opgevolgd door de Oostenrijker Gerhard Struber. Ook onder diens leiding behield Huseinbašić zijn basisplaats. Na een kuitblessure in januari viel hij tijdelijk terug naar een rol als invaller, maar begin april veroverde hij zijn plek in de basis terug. Met zijn vele speelminuten leverde hij een belangrijk aandeel in het kampioenschap van Köln, waardoor de club na één seizoen terugkeerde naar de Bundesliga.

## Clubstatistieken
| Seizoen                       | Club              | Competitie           | Competitie | Competitie | Beker | Beker | Internationaal | Internationaal | Overig | Overig | Totaal | Totaal |
| Seizoen                       | Club              | Competitie           | Wed.       | Dlp.       | Wed.  | Dlp.  | Wed.           | Dlp.           | Wed.   | Dlp.   | Wed.   | Dlp.   |
| ----------------------------- | ----------------- | -------------------- | ---------- | ---------- | ----- | ----- | -------------- | -------------- | ------ | ------ | ------ | ------ |
| 2020/21                       | Kickers Offenbach | Regionalliga Südwest | 25         | 5          | 1     | 0     | 0              | 0              | 0      | 0      | 26     | 5      |
| 2021/22                       | Kickers Offenbach | Regionalliga Südwest | 33         | 4          | 3     | 0     | 0              | 0              | 0      | 0      | 36     | 4      |
| 2022/23                       | 1. FC Köln        | Bundesliga           | 24         | 4          | 0     | 0     | 5              | 1              | 3      | 0      | 32     | 5      |
| 2023/24                       | 1. FC Köln        | Bundesliga           | 26         | 0          | 2     | 0     | 0              | 0              | 0      | 0      | 28     | 0      |
| 2024/25                       | 1. FC Köln        | 2. Bundesliga        | 31         | 3          | 4     | 0     | 0              | 0              | 0      | 0      | 35     | 3      |
| Carrière totaal               | Carrière totaal   | Carrière totaal      | 139        | 16         | 10    | 0     | 5              | 1              | 3 *    | 0      | 157    | 17     |
| Bijgewerkt tot 1 augusus 2025 |                   |                      |            |            |       |       |                |                |        |        |        |        |

* In het seizoen 2022/23 kwam Huseinbašić, ondanks zijn status als speler van het eerste elftal van 1. FC Köln, driemaal in actie voor het tweede team in de Regionalliga West.

## Interlandloopbaan
Huseinbašić kwam in het jeugdvoetbal uitsluitend uit voor Duitsland –21, waarmee hij deelnam aan het Europees kampioenschap 2023. Hij speelde in totaal vijf interlands en scoorde daarin tweemaal. Tijdens deze wedstrijden speelde hij onder meer samen met Noah Katterbach, Josha Vagnoman, Faride Alidou en Youssoufa Moukoko. In februari 2024 maakte hij bekend voortaan voor het nationale elftal van Bosnië en Herzegovina te willen uitkomen. Later dat jaar maakte hij zijn debuut in een oefeninterland tegen Engeland.

### Duitse jeugdelftallen
Op 19 november 2022 debuteerde Huseinbašić onder bondscoach Antonio Di Salvo in Duitsland –21 tijdens een oefenwedstrijd tegen Italië. Hij stond in de basis en opende in de 23e minuut de score. Duitsland won het uitduel met 2–4. Hoewel hij geen minuten had gemaakt in de kwalificatie, werd Huseinbašić opgenomen in de selectie voor het  EK 2023 in Roemenië en Georgië.  Duitsland kende daar een teleurstellend toernooi en werd zonder overwinning uitgeschakeld in de groepsfase. Huseinbašić speelde mee in twee van de drie groepswedstrijden
| Jeugdinterlands van Denis Huseinbašić voor Duitsland () | Jeugdinterlands van Denis Huseinbašić voor Duitsland () | Jeugdinterlands van Denis Huseinbašić voor Duitsland () | Jeugdinterlands van Denis Huseinbašić voor Duitsland () | Jeugdinterlands van Denis Huseinbašić voor Duitsland () | Jeugdinterlands van Denis Huseinbašić voor Duitsland () |
| №                                                       | Datum                                                   | Wedstrijd                                               | Uitslag                                                 | Soort Wedstrijd                                         | Doelpunten                                              |
| Als speler bij Duitsland –21                            | Als speler bij Duitsland –21                            | Als speler bij Duitsland –21                            | Als speler bij Duitsland –21                            | Als speler bij Duitsland –21                            | Als speler bij Duitsland –21                            |
| ------------------------------------------------------- | ------------------------------------------------------- | ------------------------------------------------------- | ------------------------------------------------------- | ------------------------------------------------------- | ------------------------------------------------------- |
| 1.                                                      | 19 november 2022                                        | Italië – Duitsland                                      | 2 – 4                                                   | Vriendschappelijk                                       | Goal                                                    |
| 2.                                                      | 24 maart 2023                                           | Duitsland – Japan                                       | 2 – 2                                                   | Vriendschappelijk                                       | Goal                                                    |
| 3.                                                      | 28 maart 2023                                           | Roemenië – Duitsland                                    | 0 – 0                                                   | Vriendschappelijk                                       |                                                         |
| 4.                                                      | 22 juni 2023                                            | Israël – Duitsland                                      | 1 – 1                                                   | Europees kampioenschap 2023 (Poule)                     |                                                         |
| 5.                                                      | 25 juni 2023                                            | Tsjechië – Duitsland                                    | 2 – 1                                                   | Europees kampioenschap 2023 (Poule)                     |                                                         |
| Bijgewerkt tot 29 september 2024                        |                                                         |                                                         |                                                         |                                                         |                                                         |

### Bosnië en Herzegovina
Op 3 juni 2024 maakte Huseinbašić zijn debuut voor het nationale elftal van Bosnië en Herzegovina onder bondscoach Sergej Barbarez. Tijdens de oefeninterland tegen Engeland kwam hij in de 63e minuut binnen de lijnen als vervanger van Dario Šarić. De uitwedstrijd in St. James' Park eindigde in een 3–0 nederlaag.
| Interlands van Denis Huseinbašić voor Bosnië en Herzegovina | Interlands van Denis Huseinbašić voor Bosnië en Herzegovina | Interlands van Denis Huseinbašić voor Bosnië en Herzegovina | Interlands van Denis Huseinbašić voor Bosnië en Herzegovina | Interlands van Denis Huseinbašić voor Bosnië en Herzegovina | Interlands van Denis Huseinbašić voor Bosnië en Herzegovina |
| №                                                           | Datum                                                       | Wedstrijd                                                   | Uitslag                                                     | Soort Wedstrijd                                             | Doelpunten                                                  |
| ----------------------------------------------------------- | ----------------------------------------------------------- | ----------------------------------------------------------- | ----------------------------------------------------------- | ----------------------------------------------------------- | ----------------------------------------------------------- |
| 1.                                                          | 3 juni 2024                                                 | Engeland – Bosnië en Herzegovina                            | 3 – 0                                                       | Vriendschappelijk                                           |                                                             |
| 2.                                                          | 9 juni 2024                                                 | Italië – Bosnië en Herzegovina                              | 1 – 0                                                       | Vriendschappelijk                                           |                                                             |
| 3.                                                          | 7 september 2024                                            | Nederland – Bosnië en Herzegovina                           | 5 – 2                                                       | Nations League 2024/25 (Divisie A)                          |                                                             |
| 4.                                                          | 10 september 2024                                           | Hongarije – Bosnië en Herzegovina                           | 0 – 0                                                       | Nations League 2024/25 (Divisie A)                          |                                                             |
| 5.                                                          | 11 oktober 2024                                             | Bosnië en Herzegovina – Duitsland                           | 1 – 2                                                       | Nations League 2024/25 (Divisie A)                          |                                                             |
| 6.                                                          | 14 oktober 2024                                             | Bosnië en Herzegovina – Hongarije                           | 0 – 2                                                       | Nations League 2024/25 (Divisie A)                          |                                                             |
| 7.                                                          | 16 november 2024                                            | Duitsland – Bosnië en Herzegovina                           | 7 – 0                                                       | Nations League 2024/25 (Divisie A)                          |                                                             |
| Bijgewerkt tot 29 september 2024                            |                                                             |                                                             |                                                             |                                                             |                                                             |

## Persoonlijk
Huseinbašić werd geboren in Erbach, nadat zijn vader vanwege de oorlog in voormalig Joegoslavië naar Duitsland was gevlucht. Zijn moeder had de Balkan verlaten om beroepsmatige redenen.

## Erelijst
| Competitie                 |                   |                   |                   |                   |
| Competitie                 | Aantal            | Jaren             |                   |                   |
| Kickers Offenbach          | Kickers Offenbach | Kickers Offenbach | Kickers Offenbach | Kickers Offenbach |
| -------------------------- | ----------------- | ----------------- | ----------------- | ----------------- |
| Winnaar Landespokal Hessen | 1x                | 2021/22           |                   |                   |
| 1. FC Köln                 |                   |                   |                   |                   |
| Kampioen 2. Bundesliga     | 1x                | 2024/25           |                   |                   |